# نالیدیکسیک اسید
نالیدیکسیک اسید از مشتقات کینولون‌ها است و در طبقه‌بندی شیمیایی در گروه شیف بازها قرار دارد. این ماده بر انواع باکتری‌های گرم مثبت و گرم منفی تأثیرگذار است.
مقاومت به این دارو در طول درمان به سرعت بروز می‌کند. این دارو و متابولیت‌های فعال آن در بیشتر بافت‌های بدن به ویژه در کلیه و در ادرار منتشر می‌شوند.

## تداخل دارویی
در صورت مصرف همزمان کینولون‌ها با داروهای ضد التهاب غیراستروئیدی خطر بروز تشنج ممکن است افزایش یابد. آنتی اسیدها و مواد جاذب جذب این دارو را کاهش می‌دهند. اثر وارفارین در صورت مصرف همزمان با اسید نالدیکسیک ممکن است افزایش یابد. کینولون‌ها اثر ضد دیابت داروهای سولفونیل اوره را افزایش می‌دهند. سمیت کلیوی سیکلوسپورین توسط این دارو افزایش می‌یابد. سمیت ملفالان در صورت مصرف همزمان با این دارو افزایش می‌یابد.

## عوارض جانبی
عوارض جانبی شایع کینولون‌ها عبارتند از تهوع، استفراغ، درد شکم، اسهال، سردرد، سرگیجه، اختلال در خواب، بثورات جلدی، خارش، تب، آنافیلاکسی، حساسیت به نور، افزایش اوره و کراتینین خون، اختلالات گذرا در آنزیمهای کبد و بیلی روبین، درد عضلات ومفاصل، اختلالات خونی

## سفارش‌ها
1. این دارو در بیماران مبتلا به کمبود G6PD و اختلالات کار کبد و کلیه باید با احتیاط فراوان مصرف شود.
2. در طول مصرف این دارو بیمار باید از قرار گرفتن در معرض نور شدید آفتاب پرهیز کند.
3. در طول درمان با این دارو در صورتی که مدت درمان از ۲ هفته بیشتر شود، انجام آزمون‌های شمارش سلول‌های خون و کار کبد توصیه می‌شود.
4. این دارو در صورت ابتلای به پورفیری یا سابقه ابتلا ی بیمار به پورفیری یا سابقه ابتلا به اختلالات تشنجی و همچنین در کودکان با سن کمتر از ۳ ماه نباید مصرف شود.
5. بیمار باید از قرار گرفتن در معرض نور شدید آفتاب خودداری کند.
6. در صورت بروز تاری دید یا هر گونه اختلال در بینایی، سرگیجه یا خواب آلودگی باید احتیاط کرد.
7. این دارو موجب بروز پاسخ مثبت کاذب در آزمون گلوکز ادرار با استفاده از مواد احیاکننده می‌شود

## مقادیر مصرف
- بزرگسالان : مقدار ۱ گرم هر ۶ ساعت برای ۷ روز مصرف می‌شود که این مقدار در درمان عفونت‌های مزمن به ۵۰۰ میلی گرم هر ۶ ساعت کاهش می‌یابد.
- کودکان : در کودکان با سن بیشتر از ۳ ماه حداکثر تا ۵۰ mg /kg/day در مقادیر منقسم مصرف می‌شود که این مقدار در درمان دراز مدت به ۳۰ mg/kg/day کاهش می‌یابد.